# Ботомойнок
Ботомойнок (кирг. Ботомойнок) — село в Узгенском районе Ошской области Кыргызстана. Входит в состав Джыландынского аильного округа. Код СОАТЕ — 41706 255 815 06 0

## Население
По данным переписи 2023 года, в селе проживало 256 человек.